# Жіночий портрет у профіль
«Жіночий портрет у профіль» (або італ. La Bella Principessa — «Прекрасна принцеса», чи «Портрет молодої нареченої») — жіночий портрет, можливо раннього періоду творчості Леонардо да Вінчі, що досі залишається предметом дослідження.

## Історія
Приблизно у 1998 році на одному з мистецьких аукціонів був проданий жіночий портрет у профіль. Фахівці вважали, що автор твору — німецький майстер XV—XVI ст. Портрет придбали за 21 850 доларів США, але новий володар зажадав залишитися невідомим.

### Провенанста історія досліджень

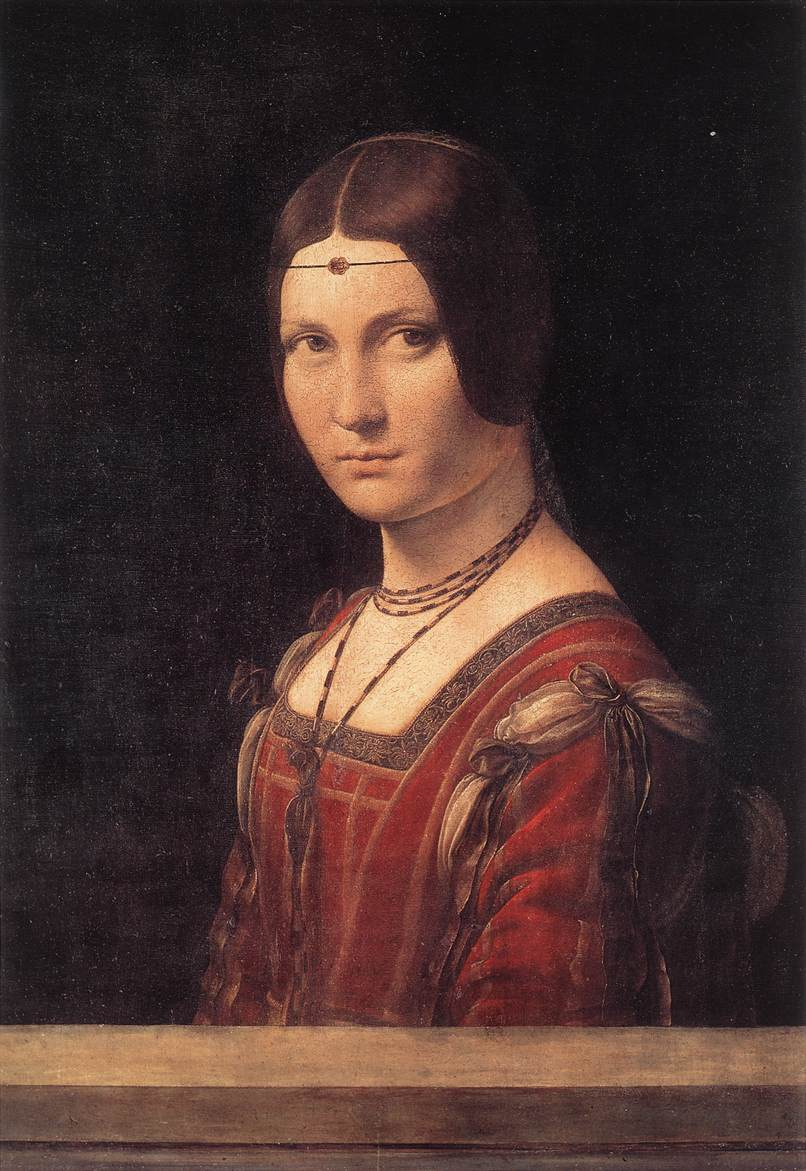
Пані з фероньєркою, Лувр, Париж.

Просте зображення молодої жінки у профіль привернуло увагу дослідників з декількох причин. Історики моди підказали, що пані одягнена по моді Мілану кінця XV ст. Мілан вже тоді був інтернаціональним містом, але присутність в місті високо обдарованого німецького портретиста викликала сумніви.
Але наприкінці XV ст. в Мілані був талановитий художник, італієць з Флоренції, що створював портрети, в тому числі жіночі і високого ґатунку («Пані з фероньєркою», «Пані з горностаєм»). Це був Леонардо да Вінчі. До того ж, «Пані з фероньєркою» має саме таку ж зачіску, як і невідома в профіль.
До експертиз залучили Карло Педретті, директора Центру досліджень спадку Леонардо да Вінчі при університеті Лос-Анжелеса (Каліфорнія) та Ніколаса Тернера, колишнього куратора відділу малюнків Британського музею та Музею Гетті. Обидва висловились, що це або надзвичайно якісна копія учня Леонардо або новий, невідомий раніше, твір самого Леонардо. Потрібні нові апаратні дослідження, які коштуватимуть значно більше, ніж ціна, за яку придбали портрет. Найбільш енергійно за атрибуцію малюнка Леонардо висловився Мартін Кемп з Оксфордського університету. У книзі La Bella Principessa. The Profile Portrait of a Milanese Woman (2010) він зібрав безліч аргументів на користь цієї атрибуції: тонко виписані деталі, штрихування лівою рукою, сліди численних змін в ході реалізації задуму. За аналогією з «прекрасна ферроньєра» він охрестив твір «Прекрасної принцесою» (La Bella Principessa).
Спираючись на дані історії моди, портрет датують серединою 1480-х рр. За припущеннями, модель — це дочка тодішнього володаря Мілану — герцога Лодовіко Сфорца. Можливо, він сам або хтось з його оточення і замовив портрет. На жаль, ранішній період творчості Леонардо мало відомий. А частка творів цього періоду або не задокументована, або свідоцтва неточні, без детального опису.
Керівники світових музеїв, в тому числі таких великих, як нью-йоркський Метрополітен і віденська Альбертіна, поставилися до звістки про відкриття нової роботи Леонардо да Вінчі з неприхованим скепсисом. На користь гіпотези про підробку — відсутність виразного провенансу, сухість і деяка монотонність виконання, а також те, що Леонардо ніколи не працював з пергаментом.
В кінці 2011 року Лондонська Національна галерея провела безпрецедентну за повнотою виставку творів Леонардо да Вінчі міланського періоду. На ній публіці вперше був представлений як робота майстра невідомий раніше «Спаситель світу». У той же час організатори виставки взагалі не вважали за потрібне будь-яким чином згадати «Жіночий портрет в профіль».
Спеціаліст по творчості назарейцев, Фред Клайн, переконаний в авторстві Шнорра фон Карольсфельда (1794—1872), який, як і інші художники цього кола, свідомо імітував ренесансне мистецтво. Він навіть заявляє, що знайшов серед його графічних робіт, зібраних в Маннгеймский музеї, замальовки тієї ж самої дівчини.
Але справжня атрибуція портрета — ще попереду.